# Anfisa Reztsova
Anfisa Anatoljevna Reztsova (ryska: Анфиса Анатольевна Резџова), född Romanova den 16 december 1964 i Jakimets i Vladimir oblast, död 19 oktober 2023 i Dolgoprudnyj i Moskva oblast, var en rysk längdåkare och skidskytt som under början av sin karriär tävlade för Sovjetunionen. Reztsova var aktiv mellan åren 1985 och 2000. 
Reztsova erkände i en intervju år 2020 att hon under sin aktiva karriär använt sig av bloddopning och senare också av prestationshöjande preparat som förmodligen var förbjudna ("förmodligen", då hon påstått sig inte ha velat veta vad preparaten innehöll men menat att "de hjälpte").
Anfisa Reztsova var mor till skidskytten Kristina Reztsova.

## Karriär
Reztsova deltog i tre olympiska spel och tog vid spelen år 1988 guld som en del av det sovjetiska stafettlaget i längdskidåkning 4x5 km. Vid OS 1992 tog hon guld på sprintdistansen i skidskytte och vid OS 1994 blev det guld i stafett med det ryska skidskyttelandslaget. På grund av den politiska utvecklingen kom Reztsova under sin karriär att tävla för tre olika nationer (Sovjetunionen, OSS och Ryssland) och hon var en av få idrottare som tagit tre OS-guld för olika nationer. 
Reztsova vann även tre guld och två silver i världsmästerskap i längdåkning.